# Leslie Charles Leach
Leslie Charles Leach, né le 18 novembre 1909 à Southend-on-Sea en Angleterre, décédé le 18 juillet 1996 à Pietersburg en Afrique du Sud est un botaniste et taxonomiste rhodésien. 

## Biographie
Leach arrive en Rhodésie en 1938 et exerce l'activité d'ingénieur électricien à Salisbury. Rapidement, il développe un intérêt pour la botanique et les plantes succulentes, particulièrement les stapelia, les euphorbiacées et les espèces d'Aloe. En 1956, il quitte le monde du travail pour se consacrer à son étude taxonomiste auto-financée et portant sur trois groupes avec un intérêt particulier pour la flore zambienne. Il étudie particulièrement les plantes du Mozambique et l'Afrique de l'Est, celles d'Angola, d'Afrique du Sud et de l'Ouest également. 
Entre 1972 et 1981, Leach travaille en tant que botaniste honoris causa au sein du Conservatoire national des plantes de Rhodésie, se définissant dès lors comme « seul fonctionnaire rhodésien bénévole ».